# Clelia Sarto
Clelia Sarto (Oldenbug, 26 novembre 1973) è un'attrice tedesca.

## Biografia
È sposata con l'attore Aleksandar Jovanovic  con la quale ha una figlia.

## Filmografia

### Cinema
- No Sex - regia di Josh Broecker (1999)
- Nachts im Park - regia di Uwe Janson (2002)
- Schöne Frauen - regia di Sathyan Ramesh (2004)
- Bettgeflüster & Babyglück - regia di Annette Ernst (2005)
- Pizza und Marmelade - regia di Oliver Dieckmann (2008)
- Résiste – Aufstand der Praktikanten - regia di Jonas Grosch (2009)
- Honig im Kopf - regia di Til Schweiger (2014)
- Das Kindermädchen – Mission Italien - regia di Sascha Bigler (2021)

### Televisione
- Lindenstraße - serie TV (50 episodi) (1997-1998)
- Zwei Männer am Herd - serie TV (21 episodi)
- Rosamunde Pilcher  - serie TV (2000)
- Sinan Toprak ist der Unbestechliche - serie TV (2002)
- Il commissario Rex - serie TV (2002)
- Zwei Profis - serie TV (2003)
- Novaks Ultimatum - film TV - regia di Andreas Prochaska (2003)
- Squadra Speciale Colonia - serie TV (21 episodi) (2003-2011)
- SOKO - Misteri tra le montagne - serie TV (2005)
- Amiche nemiche - serie TV (3 episodi) (2007)
- Die Rosenheim-Cops - serie TV (2008)
- Im Namen des Gesetzes - serie TV (2008)
- La nave dei sogni - serie TV (2009)
- Wir müssen reden! (2010)
- Il medico di campagna  - serie TV (10 episodi) (2013)
- Der Knastarzt - serie TV (6 episodi) (2014)
- Il commissario Heldt - serie TV (2014)
- Dr. Klein - serie televisiva (51 episodi) (2014-2019)
- Die Dienstagsfrauen – Zwischen Kraut und Rüben - film TV - regia di Franziska Meyer Price (2015)
- Hamburg Distretto 21 - serie TV (2015)
- In aller Freundschaft - Die jungen Ärzte - serie TV (2015)
- Il commissario Lanz - serie TV (2016)
- Squadra Speciale Vienna - serie TV (2017)
- Squadra Speciale Cobra 11 - serie TV (2018)
- Professor T.  - serie TV (2018)
- Ein starkes Team: Tödlicher Seitensprung - regia di Johannes Grieser (2018)
- Gli specialisti  - serie TV (2019)
- Der Staatsanwalt: Tödlich Wohnen - film TV - regia di Johannes Grieser (2019)
- Genieße jeden Augenblick - film TV - regia di Gunnar Fuss (2020)
- Liebe. Jetzt! - serie TV (1 episodio) (2020)
- Jenseits der Spree - serie TV (2021)
- Doktor Ballouz - serie TV (2021-2023)
- Die Whistleblowerin - film TV - regia di Elmar Fischer (2023)
- Herzstolpern - film TV - regia di Peter Stauch (2023)
- Maxton Hall - Il mondo tra di noi - serie TV (2024)

## Doppiatrici italiane
Nelle versioni in italiano delle opere in cui ha recitato, Clelia Sarto è stata doppiata da:
- Barbara De Bortoli in Maxton Hall - Il mondo tra di noi